# فيكتور سالاس
فيكتور سالاس (بالإسبانية: Víctor Salas Baños)‏ هو لاعب كرة قدم إسباني في مركز الوسط، ولد في 21 يونيو 1980 في مورور في إسبانيا. لعب مع بوليديبورتيفو إيخيذو وبونفيرادينا ونادي ألميريا ونادي إشبيلية ونادي كاستييون.

## وصلات خارجية
- فيكتور سالاس على موقع قاعدة بيانات كرة القدم.إي يو (الإنجليزية)
- فيكتور سالاس على موقع Soccerway.com (الإنجليزية)